# ყ
Das Qar (ყ) ist der 24. Buchstabe des georgischen Alphabets. Der Buchstabe stellt den Laut [qʼ] dar und wird im Deutschen mit dem Buchstaben Q transkribiert.
Heute wird im Mchedruli-Alphabet nur noch das ყ verwendet. Im historischen Chutsuri-Alphabet gab es noch den Großbuchstaben Ⴗ; das kleingeschriebene Pendant dazu war das ⴗ.
Es war dem Zahlenwert 800 zugeordnet.

## Zeichenkodierung
Das Qar ist in Unicode an den Codepunkten U+10E7 (Mchedruli) bzw. U+10B7 (Chutsuri-Großbuchstabe) und U+2D17 (Chutsuri-Kleinbuchstabe) zu finden.